# Albert Stegemann

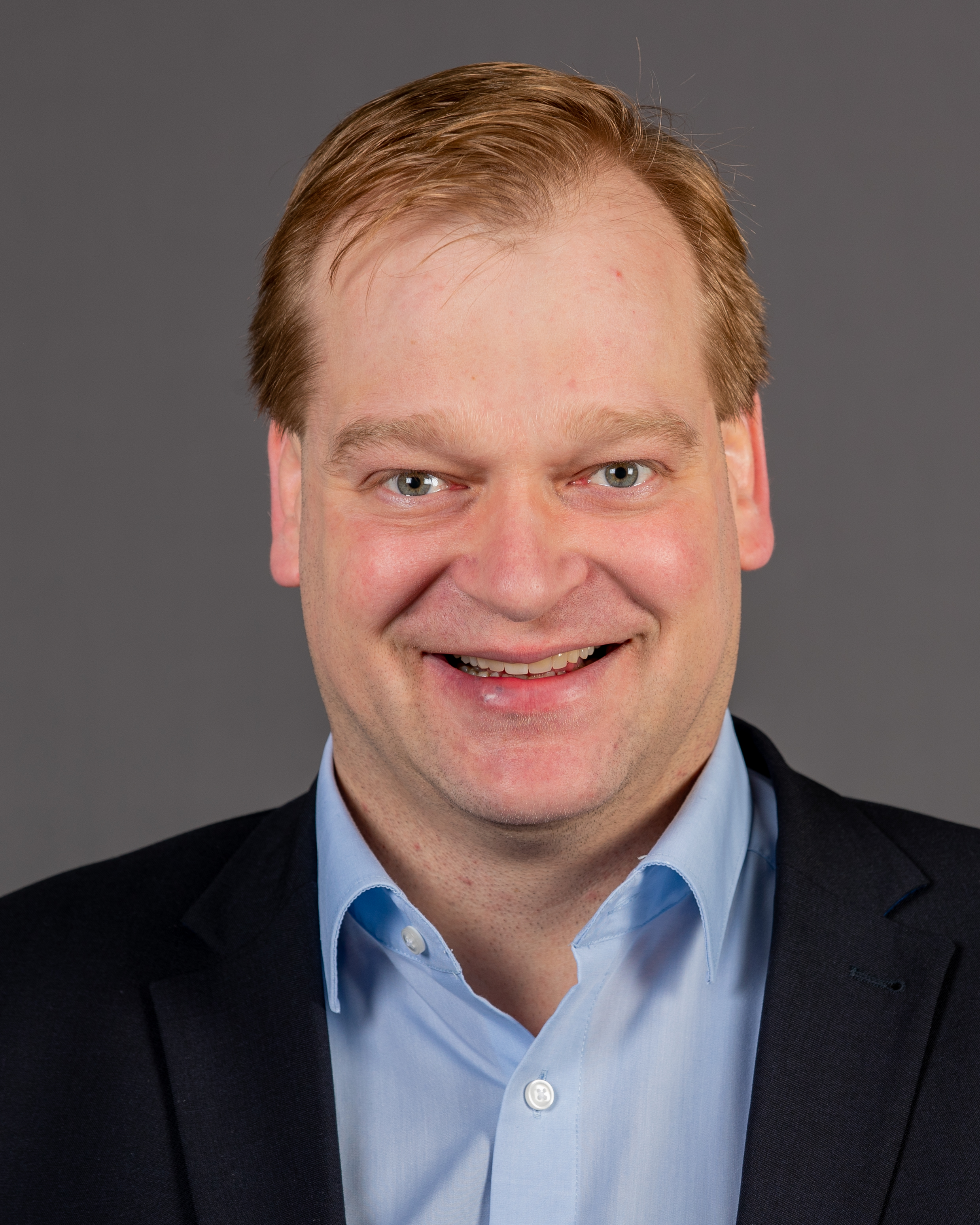
Imagem do político alemão Albert Stegemann.

Albert Stegemann (nascido em 9 de março de 1976) é um político alemão. Nasceu em Nordhorn, na Baixa Saxónia, e representa a CDU. Albert Stegemann é membro do Bundestag pelo estado da Baixa Saxónia desde 2013.

## Vida
Ele tornou-se membro do bundestag após as eleições federais alemãs de 2013. Ele é membro do Comité de Alimentação e Agricultura.